# 巨警監視
《巨警監視》（英語：Militsioner）是一款由俄羅斯獨立遊戲工作室TallBoys開發的沉浸式模擬遊戲，適用於Microsoft Windows系統。遊戲背景設置在一個俄羅斯省級小鎮，鎮上由一名「巨警」監視著；玩家操控的角色必須逃離這個小鎮，並避免被巨警抓住。
《巨警監視》的概念被視為對近年來俄羅斯軍事化的社會評論，其中巨警形象是對谢尔盖·米哈尔科夫創作的童話角色斯托帕叔叔的重新詮釋。遊戲自2020年發布了首部預告片，該預告片引起了西方遊戲媒體的高度關注，媒體讚揚其所傳達的壓迫與恐懼氛圍。俄羅斯國家電視台俄罗斯24則批評該遊戲宣揚對政府機構的敵對形象。

## 遊戲玩法
本作實質上是一款隐蔽类游戏，玩家操作的角色需要與環境互動以逃離城市。玩家在逃跑時必須避開坐鎮城中央、監視居民的巨型警察的視線。遊戲角色可以相對自由地在城市中移動，與居民、巨警本身對話，並使用物品（例如梯子）來進入無法直接到達的地點。同時，角色需要躲避巨警的視線，否則將被其巨大的手抓住。遊戲主角是一名正在被調查的罪犯，調查逐日逼近真相，唯一的逃脫方式就是逃跑。
儘管巨警體型巨大，他仍是活生生的人，需要飲食和睡眠。他遵守道德原則和法律範圍，絕不會傷害城鎮居民，包括玩家。不過一旦被抓，玩家必須重新開始逃亡。城鎮居民對主角所犯的罪行表示輕蔑與憎恨。玩家可以透過對話與巨警建立友好關係，且若不被發現違法行為，良好關係可解鎖先前無法到達的地點。

## 開發
該遊戲由俄羅斯獨立工作室TallBoys開發，成員共有五人，自2020年開始製作。遊戲的核心概念為逃脫，遊戲設計師弗拉基米爾·謝梅涅茨（Vladimir Semenets）表示，逃亡感是他近年來對俄羅斯事件的個人體會。遊戲旨在同時反映依附感與不自由感，「為了被迫逃離而不斷失去某些東西的苦澀感」以及「被迫拋下家園與熟悉之人的感覺」。儘管遊戲屬於反軍事化宣言，製作者坦承盡量避免過於激烈和具爭議性的言論，擔憂會招致負面後果。他們提到支持政府媒體對遊戲預告的批評，指控遊戲宣揚反俄情绪。
開發團隊的靈感來自俄羅斯作家费奥多尔·陀思妥耶夫斯基的小說《罪與罰》和德語作家弗朗茨·卡夫卡《審判》，以及導演安德烈·塔可夫斯基與尼基塔·米哈尔科夫的電影作品。
截至2020年預告片發布時，遊戲仍處於早期開發階段。2023年12月，帶有遊戲演示的預告在獨立遊戲展Day of the Devs: The Game Awards Edition Digital Showcase中展示，遊戲發售日期尚未公布。
2025年，《巨警監視》於PC Gaming Show 2025期間發布了新預告片，並於6月開放為期兩週的試玩測試。

### 巨型警察

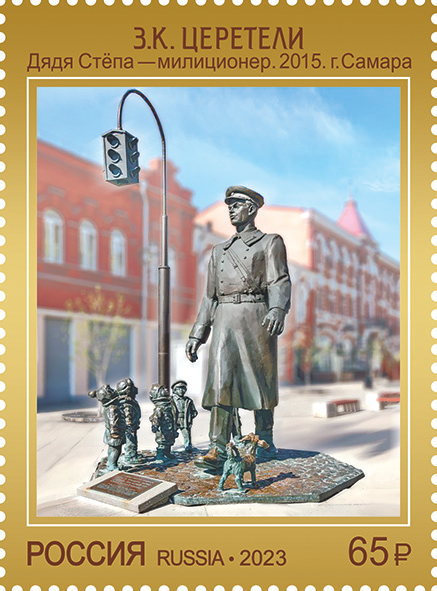
描繪斯托帕叔叔形象的俄羅斯郵票。

引入巨型警察的想法是在後期產生的，開發者受到安德烈·蘇爾諾夫（Andrey Surnov）作品的啟發，尤其是他描繪的巨型警察畫作。最初，巨人形象是一個抽象且無情的怪物，但隨後開發團隊決定賦予他個性，並將其設定為一名龐大的警察。
警察的形象參考了谢尔盖·米哈尔科夫筆下的著名兒童小說角色斯托帕叔叔這是斯大林时期軍國主義宣傳的象徵之一。儘管斯托帕叔叔的形象極為正面且理想化，但在1980年代，藝術家們已將其比作「老大哥」的象徵。開發者進一步發展這一概念，認為巨型警察象徵著阻礙現代俄羅斯發展的蘇聯遺產。。
團隊試圖確定警察的角色與體型，有提議將其設為一名高大的人類，或像肩扛城市的巨人。據開發者所述，警察象徵當代俄罗斯文化：「責任的重擔、失去自由的恐懼與良心的力量」。同時，製作者不認為遊戲是「反警察宣傳」，更非反俄，而希望通過遊戲探討警察「道德空虛」的權力以及其「肩負的責任」。他們指出，警察並非絕對的反派。即使他令主角和居民不快，他仍是個有自身觀點和恐懼、履行職責的普通人。開發者試圖展現其人性，並希望玩家能通過多次對話逐漸對他產生同情。主導開發的德米特里·謝甫琴科（Dmitry Shevchenko）表示：「這角色能用小指壓碎主角、摧毀城市和居民，但其道德準則不允許如此行事。玩家無力抵抗，但不像擁有泰坦之力卻受道德約束的警察那樣受限。」 遊戲設計師弗拉基米爾·謝梅涅茨（Vladimir Semenets）補充，遊戲探討「全世界最高階警察所承擔的巨大責任和外部壓力。他想成為故事中的正面角色，但連我們也不知道他是否能做到」。
根據玩家行動，警察與遊戲角色之間會發展出類似關係模擬的互動機制。這種與警察的交流機制類似戀愛模擬遊戲，但賭注是被關進監獄，而非戀愛關係。

### 遊戲進度
截至2021年11月，遊戲處於前期製作階段的半數進度，包含編碼、設計規劃、核心遊戲機制、劇本和角色設定。開發者希望充分打磨前期製作，以縮短後續場景、角色與對話開發時間。團隊定期發布短片展示遊戲玩法，以觀察玩家反應與偏好。關於內建攝影機，開發者表示這是遊戲中最複雜且雄心勃勃的機制。他們努力使語音系統自然流暢，讓遊戲根據玩家語音訊息及情境作出反應，並希望玩家不會避開此系統。因動作場景在遊戲中比例較小，與巨警的對話則是推進故事的關鍵。類似系統曾見於《Facade》和《恐鬼症》等遊戲。2022年底，團隊專注於潛行元素開發及依據角色所處地面材質和速度而變化的音效實裝。
遊戲定位為沉浸式模擬加潛行元素，靈感來源包括遊戲《獵魂》的擴充包Mooncrash，但後來改為讓玩法更接近《最后的守护者》，同時也受《汪達與巨像》的啟發。遊戲旨在融合現實環境與超現實主義元素，原先曾設想讓城市建在一條內部腐爛的巨大魚背上。在接受遊戲媒體Rock, Paper, Shotgun訪問時，開發者透露因實現困難，砍掉了遊戲的語音互動功能、以及玩家使用麥克風對話的設計，團隊甚至嘗試過利用ChatGPT輔助。但最終選擇採用傳統對話系統。

## 反應
2020年公布的遊戲預告片迅速走紅，引起媒體廣泛關注。網路上出現了博主對巨警形象的情緒反應。遊戲受到英語遊戲媒體及俄羅斯親政府媒體的關注，其中俄羅斯24頻道急於將遊戲定性為仇俄、宣揚對執法機關敵視態度的作品，指控其推動政治議程。同時，在2020年美國警方暴力議題熱議之際，該遊戲對執法機關敵對形象的討論也引發英語互聯網的關注。開發者遭指控項目資金來自幕後勢力，目的是在俄羅斯散播對軍裝人員的恐懼。團隊坦言，這種情勢令他們陷入壓力，因為他們是遊戲業新手，未料到預告會引發如此強烈反響。儘管如此，親政府反對派的反應引發了史翠珊效应，令《巨警監視》項目受到更大關注。
IGN評論認為，《巨警監視》所營造的城市氛圍類似《戰慄時空2》中的17號城（City 17），同樣充斥著共產主義反烏托邦精神。即使遊戲明顯表達對軍國主義國家的抗議，它以奇異且幽默的方式呈現，允許玩家與明顯不想追捕主角的巨警對話。遊戲網站Fanbyte則將令人畏懼的警察與城市氛圍比作《異形：孤立》或《生化危機7 惡靈古堡》Superjump雜誌的評論指出，遊戲預告成功傳達一種偏執感，描繪了一位無辜卻被追捕並逃亡的主角，其情節適用於多個國家，包括美國、俄羅斯、中國和土耳其等。。

## 外部連結
- 官方网站